# Herbert Gruber
Herbert Gruber (Colonia, 9 novembre 1942) è un ex bobbista austriaco, medaglia d'argento olimpica a Grenoble 1968 nel bob a quattro.

## Biografia
Attivo negli anni sessanta e nella prima metà degli anni settanta, ha gareggiato in entrambi i ruoli di questo sport, iniziando la carriera come frenatore per poi convertirsi al ruolo di pilota a partire dal 1971.
Ha partecipato a tre edizioni dei Giochi olimpici invernali: a Innsbruck 1964 si classificò al settimo posto nel bob a quattro, mentre a Grenoble 1968 vinse invece la medaglia di bronzo nella disciplina a quattro con Erwin Thaler, Reinhold Durnthaler e Josef Eder; quattro anni dopo, a Sapporo 1972 gareggiò nel ruolo di pilota in entrambe le specialità, piazzandosi in ottava posizione nella gara a due e in sesta in quella a quattro.
Prese inoltre parte ad almeno tre edizioni dei campionati mondiali da pilota, conquistando in totale una medaglia. Nel dettaglio i suoi risultati nelle prove iridate sono stati, nel bob a due: medaglia di bronzo a Breuil-Cervinia 1971, vinta in coppia con Josef Oberhauser, e sesto a Sankt Moritz 1974; nel bob a quattro: quarto a Breuil-Cervinia 1975.
Agli europei ha invece conquistato una medaglia d'argento da frenatore, vinta nel bob a quattro a Igls 1967.
Nel 1996 venne inoltre insignito della Medaglia d'Argento al Merito della Repubblica Austriaca.

## Palmarès

### Olimpiadi
- 1 medaglia:
  - 1 argento (bob a quattro a Grenoble 1968).

### Mondiali
- 1 medaglia:
  - 1 bronzo (bob a due a Breuil-Cervinia 1971).

### Europei
- 1 medaglia:
  - 1 argento (bob a quattro a Igls 1967).